# HCL Domino
HCL Notes/Domino（HCL ノーツ/ドミノ）はHCLテクノロジーズが開発・販売しているグループウェア用のミドルウェア、アプリケーション開発・実行環境。
当初はロータス (Lotus Development) 社の Lotus Notes（ロータスノーツ）、Lotus Domino（ロータスドミノ）という製品で、1995年のIBMによるロータス社の買収以降はIBMソフトウェア部門のロータスブランドの中核製品となり、2013年の9.0からIBM Notes/Domino（IBMノーツ/ドミノ）という製品名になった。2018年12月6日にIBMは2017年10月より協業しているHCLテクノロジーズに Domino/Notes を含む複数製品の売却を発表、2019年7月1日に完全移行され、HCL Notes、HCL Domino 等 HCL を冠する製品名となっている。

## 概要
Lotus Notesは1989年に登場した、クライアントサーバー型のグループウェアであり、グループウェアという言葉を市場に浸透させたソフトウエアであるといわれている。
非定型の情報を扱う分散型の文書データベースの構造と、強力な複製機能を持っており、プラットフォーム依存性が低く、カスタマイズ性が非常に高いとされる。このため大規模なシステムの基盤となる事が多い。
Lotus Notes/Dominoは以下で構成されるが、両者とも「Notes」または「Notes/Domino」と呼ばれる事も多い。
- Notes - Windwos/Mac 版クライアント（8よりEclipseベースとなった）
- Nomad Web - ブラウザー上で動作するクライアントでデータベースがそのまま動作し複製も可能。 (インストール作業は不要で更新は自動的に行われる)
- Nomad Mobile - iOS/Android 上で動作するアプリでデータベースがそのまま動作し複製も可能。
- Domino - サーバー（R4.5より、従来のNotesサーバーにWebサーバ機能が統合された）

Lotus Notes/Dominoは、サーバ(Lotus Domino)に対して、専用のクライアントソフトウェア(Lotus Notes)や汎用ブラウザ(Domino Web Access)でアクセスするハイブリッド型グループウエアであり、電子メール・電子掲示板・データベース・スケジュール管理などの機能を備える。Lotus Notesの登場前は、システムの活用といえば大型コンピュータからの数値データの還元帳票が中心であったのに対し、Lotus Notes/Domino では、掲示板機能による非数値データの共有、あるいは電子会議室機能が特に注目された。
各種の開発言語による開発が可能で、現在のリッチクライアント的な要素を先進的に持っており、本来はユーザ部門だけでグループウェアシステム構築が出来ることを目的としていた。開発言語は以下の3種類が使用できる。
- 式言語 - Lotus 1-2-3で使われたマクロ言語とほぼ同様の構文
- LotusScript - Lotus SuperOfficeなどでも共通化が進められたスクリプト言語。
- JavaScript - R5より

またクラスタリング機能を標準で持っており、サービスのサーバーの障害時には、各クライアントがスタンバイのサーバーに対して、引継ぎ（フェイルオーバー）できる。

## 歴史
- 1982年、ミッチ・ケイパーとジョナサン・ザックスがLotus Development Corporationを創設
- 1984年、レイ・オジーがLotusと契約し資金提供を受けてIris Associates Inc.を設立
- 1989年、レイ・オジーがLotus Notesを開発、初版がリリースされる。

レイ・オジーは「ノーツの父」と呼ばれる
- 1993年10月5日、日本法人のロータス株式会社が「ノーツ R3J」を出荷。
- 1995年、IBMよりTOB(敵対的買収)される。抵抗したが結局32億ドルで買収される。
- 1996年3月15日、ロータス株式会社が「ノーツ R4J」を出荷。
- 1996年7月19日、ロータス株式会社が「ノーツ R4.1J」を出荷。
- 1996年、NotesデータベースをブラウザからアクセスできるようにするNotes R4サーバ用アドオン「Domino」がリリースされる[6]。Lotus Notes R4.5でDominoがサーバに統合されてからは、サーバをDominoと呼ぶようになる。
- 1997年1月31日、ロータス株式会社が「ノーツ ドミノ R4.5J」を出荷。
- 1997年11月12日、ロータス株式会社が「ノーツ ドミノ R4.6J」を出荷[7]。
- 1999年3月2日、ロータス株式会社が「ノーツ ドミノ R5.0」を出荷。
- 2001年7月31日、Domino R5.0.8をリリース。iNotes Web Accessが発表されブラウザーからのアクセスの表現力が向上する。
- 2002年11月28日、日本IBMが「IBM Lotus Notes/Domino 6.0」を発表。正式名称から「R」（リリース）が消える。
- 2003年10月1日、Lotus Notes/Domino 6.5をリリース。iNotes Web AccessはDomino Web Accessに名称変更される。
- 2005年10月5日、日本IBMが「IBM Lotus Notes/Domino 7.0」を発表。
- 2007年8月15日、日本IBMが「IBM Lotus Notes/Domino 8」を発表。Notesがeclipseベースになる。
- 2008年10月、IBMがLotus Notesを使用したホスティングサービスを発表[8]。
- 2009年1月16日、日本IBMが「IBM Lotus Notes/Domino 8.5」を出荷。
- 2009年4月、IBMがLotusLiveを発表。Lotus NotesのSaaS型の提供サービスも含まれた。
- 2013年3月、IBMが「IBM Notes/Domino 9.0」を発表。9.0からLotusの冠がはずされ、IBMとなった[3]。
- 2013年10月29日、9.0.1を出荷開始。
- 2014年4月16日、9.0.1 Fix Pack 1 がリリースされる。
- 2014年8月19日、9.0.1 Fix Pack 2 がリリースされる。
- 2015年1月21日、9.0.1 Fix Pack 3 がリリースされる。
- 2015年6月17日、9.0.1 Fix Pack 4 がリリースされる。
- 2015年11月30日、9.0.1 Fix Pack 5 がリリースされる。
- 2016年5月12日、9.0.1 Fix Pack 6 がリリースされる。
- 2016年9月13日、9.0.1 Fix Pack 7 がリリースされる。
- 2016年9月13日、IBM は 9.0.1 について少なくとも2021年9月までサポートを継続することを発表[9]。
- 2016年12月30日、IBMがクラウドで提供しているWebメールクライアントであるVerseを、オンプレミスのDominoでも利用可能にする IBM Verse On-Premises V1.0 がリリースされる[10]。
- 2017年3月7日、9.0.1 Feature Pack 8 がリリースされる。8からFix Packの名称をFeature Packと改称。修正に加えて機能追加も行われるようになる[11]。
- 2017年8月18日、9.0.1 Feature Pack 9 がリリースされる。
- 2018年1月30日、9.0.1 Feature Pack 10 がリリースされる。
- 2018年9月30日、8.5 のサポートが終了。
- 2018年10月10日、10.0 がリリースされる。Linux 版クライアントがされなくなり Windows 版と Mac 版のみとなる。サーバーは 64-bit 版のみとなる。
- 2019年2月5日、10.0.1 がリリースされる。日本語版は 10.0.1でリリースされた。IBM ブランドでの最後とリリースとなる。同時期に IBM Domino Mobile Apps (後の HCL Nomad Mobile) 1.0.0 がリリースされた (1.0.6 以降は HCL がリリース)。
- 2018年12月6日、IBMよりHCL Technologiesへの売却を発表。
- 2019年7月1日、HCL Technologiesに完全移行された。
- 2019年12月20日、HCL Notes/Domino 11 がリリースされる。HCL社による最初のメジャー・バージョン。同時に HCL Sametime 11もリリースされた。
- 2021年5月27日、HCL Notes/Domino 12 がリリースされる。HCL Nomad Web 1.0.0 がリリースされる。
- 2023年12月7日、HCL Notes/Domino 14 がリリースされる (13 は欠番)。
- 2024年6月1日、Notes/Domino 9.0.x および v10.0.x のサポートを終了。
- 2025年6月17日、Notes/Domino 14.5 をリリース[12]。
- 2025年6月25日、Notes/Domino 11.x のサポート終了。

製品のリリース履歴は「Notes/Domino リリース日一覧」を参照。

## 構成

### Lotus Domino
Lotus Notesの基幹となるサーバソフトウエア。構築時の設定によってHTTPサーバ・SMTPサーバの機能などを持つ。多数のデータベース(DB)をデフォルトでデータ部分に格納しており、更に追加、編集する事ができる。DB構成によって、Dominoの果たす機能は大きく変わる。現場レベルではクライアントソフトウェアのLotus Notesに対してDominoサーバなどと呼ばれることが多い。

### Lotus Notes
Dominoを操作するためのクライアントソフトウエア。Microsoft Exchangeに対するOutlookのような存在。メールやカレンダーなど、基本的な機能に加え、サーバの管理ができる（サーバー管理には管理者IDおよびパスワードが必要）。また後述するDesignerやAdministratorの機能を使用することで、より高度な設計を行うことが可能である。
8以降はEclipse RCPを基盤としたStandard版が追加され従来からあるものがBasic版と呼称されるようになった。14からはBasic版が廃止されStandard版のみとなった。
Lotus Notes Standard
Eclipse RCPベースのLotus Expeditor上に構築する、リッチクライアント版Notesクライアント
Lotus Notes Basic
従来どおりWindowsアプリケーションとして提供されるNotesクライアント
Standard版はEclipse上に展開するため、下記のような違いがある。
Lotus Notes Standard
UnixカーネルのOSでも稼動する（Linux、Macなど）
Eclipseプラグインが使用できる。
コンポジットアプリケーションが使用可能。
Lotus Notes Basic
従来どおりの操作感。

### Nomad Mobile
スマホおよびタブレット用アプリ。バージョン10で IBM Domino Mobile Apps の名称で追加された。HCL への移管後は HCL Nomad Mobile と改称された。Notes クライアントのBasic版相当の機能 (Java等一部機能は除く) が利用でき、Notes クライアントで使っているアプリケーションをそのまま実行が可能である。ローカルストレージへのデータベースの複製も可能である。スマホのカメラやGPSを使用したアプリケーションも利用できる。Notes ID ファイルを使用した強固なセキュリティが維持されているが、指紋認証や顔認証など OS と連動した認証により、ユーザーは Notes ID を意識する必要はない。

### Nomad Web
アプリケーションのインストール不要で、ブラウザのみで動作するNotes クライアントのBasic版相当の機能。2021年5月に初回リリース。Notes クライアントのBasic版相当の機能 (Java等一部機能は除く) が利用でき、Notes クライアントで使っているアプリケーションをそのまま実行が可能である。ブラウザーのキャッシュ領域にプログラムをダウンロードして実行させる。サーバー側でプログラムが更新されるとブラウザーのキャッシュが行われ、最新のプログラムの状態が維持できる。

### iNotes (旧名: Domino Web Access)
1990年代後半、インターネットおよびブラウザの普及に伴い、ブラウザーからもノーツのアプリケーションにアクセスする必要が発生した。最初にWWWベースでのNotesの利用を可能にしたのは、Notes 4用のアドオン「Web Publisher」だった。この機能はサーバの管理するデータをバッチ処理でHTMLに変換するものであったが、この機能はダイナミックにHTMLを生成する方式へ進化し、次バージョンのNotes 4.5からNotes Server本体に統合されたことが、サーバを「Domino」（ドミノ）と呼ぶきっかけになった。Domino R5.0.8からiNotes Web Accessに名称を変更し、更にLotus Notes/Domino 6.5で、Domino Web Accessに名称変更された。しかし、Lotus Notes/Domino 7でも、DWAファイル格納フォルダは[iNotes]のままである。Lotus Notes/Domino 8.5では再びLotus iNotesという名称に変更された。
6.5以前はiNotes Web Acsess (IWA) Dominoサーバ内に設置されたメールボックスに対して、ウェブブラウザでアクセスすることで、Personal Information Manager (PIM) 機能が使用可能となる機能である。Microsoft Exchangeに対するOutlook Web Accessのような存在であり、Lotus NotesのインストールされていないPCにおいても、受信したメールや、Lotus Notesで作成したカレンダーなどが限定的に閲覧できる。しかし送信元のメール形式によっては、Lotus Notesで表示すると正常に表示されるが、DWAで表示するとバグや仕様で表示できない場合もある。ただし、DWA専用に用意されたActiveXを導入すると、バージョンによっては若干機能が向上する。
iNotes はDOMを使用しているなどアーキテクチャが古くなっているため、iNotes はバージョン 14 でもサポートされているが HCLでは後継として HCL Verse を提供している。

### Verse
iNotes の後継となるメール、カレンダー機能を提供し、ブラウザでの利用に加えて、スマホ・タブレット用アプリが提供されている。スマホ・タブレットで利用する場合は、Domino サーバーとの間に HCL Traveler という中間サーバーが必要である。

### Traveler
モバイルデバイスのメール、カレンダー機能から Domino を利用できるようするために開発されたサーバー機能で、ActiveSync プロトコルでモバイルと通信できるよう、Domino との間入り変換する役割を持つ。IBM Lotus Domino 8.0.1 で追加された。当初は Microsoft Windows Mobile や BlackBerry をサポートしていた。その後、iOS も追加された。HCL Verse もまた ActiveSync プロトコルを使用している。

### Domino Administrator (管理クライアント)
Dominoサーバを管理するための管理者用クライアントソフトウエア。グループ化したDominoサーバ群を一括管理したり、遠隔地からでもこのソフトウエアを使用することで、Dominoに対して直接コマンドを送信することができる。ACL（アクセス操作リスト）やディレクトリリンクなどの設定をする際には、このソフトウエアを使用すると便利である。

### HCL Domino Designer（開発クライアント）
DBのソースコードに対して直接入力したり、一からDBを設計する開発者用クライアントソフトウエア。Eclipse RCP 上で動作する。開発環境はノーツ R1 から存在していたが、Domino Designer として分離されたのは R5 からである。

### HCL Nomad Designer (開発クライアント)
Nomad 1.0.10 (2023年12月リリース) で追加されたもので、ブラウザ上で Domino アプリケーションを開発できるもの。上記の Eclipse RCP 版のサブセット。

## 機能

### パーティションサーバ
Lotus Dominoの機能の一つ。ひとつのOSに対して複数のDominoサーバを構築し、起動させるための機能。
基幹部分を共有し、個別に設定された部分のみ別パーティションへ設置することで、複数台のDominoサーバを稼動させる事が出来る。そのことがこの機能名の由来ともなっている。
Windowsの場合は、基本的にはCドライブにプログラム（基幹部分）をインストールし、DやEなどにデータ（個別に設定・作成されたデータなど）を設置する。エンジンを共有しているため、負荷は実質1.5倍程度であり、それぞれに別の役割を持たせたい場合には非常に効率の良い構成を構築する事が出来る。特にエンタープライズ環境のような、多数のユーザがアクセスする環境では、往々にしてネットワーク負荷が非常に高くなってしまう。そのためDominoサーバ毎にネットワークカードを割り当て、サーバ単体に対してのアクセス負荷を分散することが出来る。ただし、サーバに対する物理負荷は当然変わらない。

### ディレクトリリンク
Dominoの機能のひとつであるディレクトリリンクとは、Dominoサーバのデータを設置したディレクトリ（Dominoデータディレクトリ）内から、他パーティションのディレクトリや外付けHDD、ストレージサーバなどにリンクを作成し、リンク先があたかも同一ディレクトリであるかのように、Dominoサーバが振舞わせる機能である。
主にリソース対策や、データ拡散などを目的に使用される。
従来設置してあったHDDでは容量が足りなくなった場合、データの整理や削除・またはHDDをより大容量なものに交換する必要があるが、そういった手間を省略するため、他のパーティションにもスペースを占有する機能である。そのため、データの拡散化も可能であるため、万一HDDが破損してしまった場合の保険にもなりうる。

### Active Content Filter (ACF)
Dominoサーバによる悪意ある異常コード削除機能。Dominoサーバに設置されたメールボックス宛に送信されたメールに、悪意あるActiveXやJavascriptなどを発見すると、そのメールのヘッダごと削除してしまう機能。ただしNotesではメールを正常に表示できるが、DWAで表示した場合には、ACFの誤作動が原因で本文が丸ごと消失してしまうなどの問題点もある。

## 実績と比較
Lotus Notes/Dominoは、大企業・防衛省・自衛隊などを中心に採用されており、特に都市銀行での普及率は100%とされる。IBMテクニカルサービスによる平成18年度の普及率調査では、300〜999人規模の企業（9229社）で24%、1000〜4999人規模の企業（2552社）で38%、5000人規模以上の企業（385社）においては55%であると報告された（なおこの普及率には、保守目的でのライセンス購入などは含まれていないため、実際の割合は更に高いとされた）。
Lotus Notes/Dominoはオープンシステム向けのパッケージソフトウェアであるが、レガシーマイグレーションの対象とされる場合がある。これはLotus Notesがグループウェア製品としては最も古い事、現在のWeb系グループウェア製品と比較するとクライアントサーバー型であり、クライアントの配布や管理が必要な事などが挙げられる。
また2002年～2007年には、IBMはJavaおよびWebベースのIBM Workplaceを推進したため、一部では「Lotus Notes/Dominoは無くなるのではないか」との観測が流れた。しかしLotus NotesはR8よりeclipseベースに移行して存続し、Web系製品との連携を強化した。またIBM Workplace製品群は、Lotusブランドの中の製品となった。
Lotus Notes/Dominoの主な競合製品は、1990年代にはMicrosoft Exchange Server（および現在ではSharePoint Server）であり、2000年代にはWeb系のサイボウズ Officeなどである。なお、これら製品に対しNotesのPIM機能を限定的に使用できる「Domino Web Access」などの製品も出ている。製品コンセプトの比較では、Exchangeはメールベースの製品であり、ワークフローなど高度な機能では複数のサーバ製品を組み合わせる必要がある。サイボウズなどは用意されたWeb画面をすぐに手軽に使える製品である。これらに対してLotus Notes/Dominoは、強力な複製機能を持つ非定型文書データベースであり、ユーザーの開発プラットフォームとしての側面が強い。

## 修正モジュール
Lotus Notes/Dominoの修正モジュール（FIX）には、主に以下の3種類（3レベル）がある。
1. メンテナンス・リリース（Maintenance Release、MR）- 多数の修正を累積したもの
2. フィックス・パック（Fix Pack、FP）- メンテナンス・リリースの間の修正を累積したもの
3. ホットフィックス（Hotfix、HF）- 重大な障害や脆弱性の修正など、個別対応の暫定修正であり、一般公開はされない（他のIBMソフトウェア製品のi-Fix、e-Fixに相当）

例えば、8.5に対して、メンテナンスリリース1、フィックスパック2、ホットフィックス345を適用した場合の表示は「8.5.1 FP2 HP345」である。

## 参照
1. ↑  Steve Lohr (1995年6月13日). “What Lotus Got: Cash and Freedom　”. The New York Times 2019年6月21日閲覧。
2. ↑  “Alas, poor Lotus/IBM Notes, we knew ye well” (2018年12月10日). 2021年7月8日閲覧。
3. 1 2  IBM Notes/Domino 9.0 Social Edition は、企業をソーシャル・ビジネスの実現に確実に導きます - 日本IBM
4. ↑  https://newsroom.ibm.com/2018-12-06-HCL-Technologies-to-Acquire-Select-IBM-Software-Products-for-1-8B
5. ↑  https://www.hcljapan.co.jp/news-gl/20190701-735.html
6. ↑  “米Lotus社が、「Domino」を発表”.   PC Watch (1996年5月29日). 2012年5月3日閲覧。
7. ↑  “ロータス、「ノーツ ドミノR4.5」と「ノーツ R4.5」を発売”.   PC Watch (1997年2月3日). 2012年8月23日閲覧。
8. ↑  IBM、Lotus Notes初のホステッド・サービスを月額8ドルで提供へ[リンク切れ]
9. ↑  “IBM Notes and Domino V9.0.1 extends support and enhances its collaboration toolset with social capabilities from IBM Connections V5.5” (英語). www.ibm.com.   IBM Corp.. 2025年7月22日閲覧。
10. ↑  IBM発表レター: IBM Verse On-Premises V1.0 は次世代のクラウド・メール体験をオンプレミス・ユーザーに提供します (2016年12月13日) [リンク切れ]
11. ↑  IBM発表レター: IBM Notes/Domino 9.0.1 はサポート期間を延長し、 IBM Connections V5.5 のソーシャル機能を活用したコラボレーション機能を拡張します (2016年9月13日)
12. ↑  HCL Notes/Domino 14.5 リリース情報 - HCL Software
13. ↑  Lotus Notes/Domino 障害修正プログラム提供のポリシー[リンク切れ]